# L'Éclipse totale
 (novembre 2022).
Si vous disposez d'ouvrages ou d'articles de référence ou si vous connaissez des sites web de qualité traitant du thème abordé ici, merci de compléter l'article en donnant les références utiles à sa vérifiabilité et en les liant à la section « Notes et références ».
L'Éclipse totale est un opéra de Nicolas Dalayrac considéré comme le premier opéra-comique du compositeur. C’est une comédie en un acte mêlée d'ariettes selon le terme employé à l'époque, sur un livret d'Ange-Étienne-Xavier Poisson de La Chabeaussière, inspirée d'une fable de Jean de La Fontaine, L'Astrologue qui se laisse tomber dans un puits. L’Éclipse totale est représentée pour la première fois à l'hôtel de Bourgogne par les musiciens ordinaires du Roi, le jeudi 7 mars 1782.

## Distribution
| Personnage                                  | Acteur créateur du personnage | Tessiture |
| ------------------------------------------- | ----------------------------- | --------- |
| Solsticius, astrologue et tuteur d'Isabelle | M. Narbonne                   | Basse     |
| Isabelle                                    | Mme Trial                     | Dessus    |
| Rosette, suivante d'Isabelle                | Mme Billioni                  | Dessus    |
| Léandre, amant d'Isabelle                   | Clairval                      | Taille    |
| Crispin, Valet de Léandre                   | Antoine Trial                 | Taille    |
| Le bailli du village, oncle de Léandre      | M. Rosière                    | Taille    |
| Plusieurs villageois et villageoise         | Non renseigné                 |           |

## Argument
Deux couples de jeunes, Isabelle et Léandre, Rosette et Crispin, sont amoureux l'un de l'autre,  mais en sont empêchés par Solsticius. Cet astronome et astrologue au caractère tyrannique voudrait lui-même épouser Isabelle. Un passage souterrain construit à partir d'un puits et les faveurs d'une éclipse lunaire viendront au secours des jeunes amoureux.

## Réception de l’œuvre
Dalayrac compose son premier opéra-comique après deux « mini » opéras : Le Petit souper et Le Chevalier à la mode, représentés à la Cour avec un grand succès. La protection de Marie-Antoinette et la faveur du public permirent à Dalayrac de faire ses premiers pas au théâtre parisien.   
Le style marquant de Dalayrac, le texte simple de Poisson de La Chabeaussière ont permis à cette œuvre de recevoir la faveur du public et un grand succès à l’époque de sa création. L'Éclipse totale a certainement été représentée à Avignon, à Rouen, et en 1784 au théâtre de Lille,,. Cela démontre le succès de l’œuvre à l’époque de Nicolas Dalayrac.
Le Journal des théâtres de la littérature et des arts du 9 septembre 1820 nous rapporte que, malgré le succès de l’œuvre, « L'Éclipse totale s’est éclipsée » de l’affiche du théâtre des Variétés à la suite d'un ordre de la police. Cette interdiction, survenue après le décès de l'auteur, serait due à l'ajout de couplets, cela sans avoir prévenu la censure.

## DeL'Éclipse totaleà la fin de la carrière de Dalayrac: critiques et comparaison avec Grétry
Selon des critiques parurent dans des périodiques environ 70 ans plus tard, contrairement à André Grétry qui imite le style italien, Nicolas Dalayrac fut considéré comme un compositeur qui avait choisi de conserver une manière d’écriture typiquement française.

À une époque où le style italien est dominant, Adolphe Adam critique Dalayrac en soulignant que ce dernier est un compositeur qui n’évolue pas dans son écriture. Il écrit à ce propos : 

« J'ai en ce moment sous les yeux la partition de L'Éclipse totale, et celle du Poète et le Musicien, composées l'une en 1781 et l'autre en 1809, et je retrouve dans toutes deux le même point de départ et le même système de disposition, la même facilité insouciante, la même habitude de remplissage banal, et les mêmes éclairs d'inspiration à certains moments donnés. »

## La résurrection deL'Éclipse totaleen 2021
À l'occasion des 400 ans de Jean de La Fontaine, la Compagnie Lyrique les Monts du Reuil a pu restituer L'Éclipse totale de Dalayrac dont les sources étaient éparpillées dans plusieurs villes de France et à Londres. Étant en résidence à l'Opéra de Reims et au théâtre Saint Dizier, la Compagnie Lyrique les Monts du Reuil compte faire renaître cette œuvre inédite et tombée dans l'oubli depuis des siècles, grâce à une restitution et des recherches réalisées par le musicologue Riadh Mtirawi en collaboration étroite avec Sorbonne Université, l’IReMus UMR 8223 (CNRS, Sorbonne Université, BnF, Ministère de la Culture), et les éditions Buissonnières.